# Segundo Senado Bovenschulte
El segundo Senado de Andreas Bovenschulte ejerce el poder ejecutivo de Bremen, a partir del 5 de julio de 2023. Encabezado por el político Andreas Bovenschulte, el gobierno está integrado por el Partido Socialdemócrata de Alemania (SPD), Alianza 90/Los Verdes (B'90/Grüne) y La Izquierda (Linke).

## Mandato
Este gobierno está dirigido por el ministro presidente socialdemócrata Andreas Bovenschulte. Está formado y apoyado por una coalición entre el Partido Socialdemócrata de Alemania (SPD), Alianza 90/Los Verdes (B'90/Grüne) y La Izquierda (Linke). Juntos tienen 48 diputados de 87 de los escaños en el Bürgerschaft de Bremen.
Por lo tanto, sucede al Primer Senado Bovenschulte, formado por el SPD, la B'90/Grüne y Die Linke.

## Gabinete ministerial
Partido Socialdemócrata de Alemania     Alianza 90/Los Verdes     La Izquierda

### Alcalde Gobernante de Bremen
| Fotografía | Primer Ministro      | Período            | Período     | Partido | Partido |
| Fotografía | Primer Ministro      | Inicio             | Fin         | Partido | Partido |
| ---------- | -------------------- | ------------------ | ----------- | ------- | ------- |
|            | Andreas Bovenschulte | 5 de julio de 2023 | En el cargo |         |         |

### Alcalde
| Fotografía | Vice primer ministro | Período            | Período     | Partido | Partido |
| Fotografía | Vice primer ministro | Inicio             | Fin         | Partido | Partido |
| ---------- | -------------------- | ------------------ | ----------- | ------- | ------- |
|            | Björn Fecker         | 5 de julio de 2023 | En el cargo |         |         |

### Senadores
| Ministerio                                                  | Fotografía | Titular               | Período            | Período     | Partido | Partido |
| Ministerio                                                  | Fotografía | Titular               | Inicio             | Fin         | Partido | Partido |
| ----------------------------------------------------------- | ---------- | --------------------- | ------------------ | ----------- | ------- | ------- |
| Economía, Puertos y Transformación                          |            | Kristina Vogt         | 5 de julio de 2023 | En el cargo |         |         |
| Finanzas                                                    |            | Björn Fecker          | 5 de julio de 2023 | En el cargo |         |         |
| Infraestructuras, Movilidad y Desarrollo Urbano             |            | Özlem Ünsal           | 5 de julio de 2023 | En el cargo |         |         |
| Infancia y Educación                                        |            | Sascha Karolin Aulepp | 5 de julio de 2023 | En el cargo |         |         |
| Interior y Deportes                                         |            | Ulrich Mäurer         | 5 de julio de 2023 | En el cargo |         |         |
| Medio Ambiente, Clima y Ciencia                             |            | Claudia Schilling     | 5 de julio de 2023 | En el cargo |         |         |
| Salud, Mujer y Protección del Consumidor                    |            | Claudia Bernhard      | 5 de julio de 2023 | En el cargo |         |         |
| Trabajo, Asuntos Sociales, Juventud, Justicia e Integración |            | Kathrin Moosdorf      | 5 de julio de 2023 | En el cargo |         |         |